# NGC 6096
NGC 6096 (другие обозначения — MCG 5-38-44, ZWG 167.57, NPM1G +26.0416, PGC 57598) — спиральная галактика (Sb) в созвездии Северная Корона.
Этот объект входит в число перечисленных в оригинальной редакции «Нового общего каталога».